# Les Zooriginaux
Les Zooriginaux est une série télévisée d'animation française en 52 Épisodes de 13 minutes, créée par Emmanuel Ducassou et Frédéric Serra et diffusée en 2001 sur M6.

## Synopsis
La série montre la face cachée d'un zoo, théâtre des aventures farfelues et pleines d'humour des lions, ours polaires, tigres, manchot, etc. qui y vivent.
Les animaux sont en effet bien « humains » et travaillent au zoo comme certains iraient au bureau (ils doivent d'ailleurs pointer tous les matins). Lorsque le zoo ferme ses portes, ils reprennent leurs activités « normales » : boire un verre en boîte de nuit, lire un journal, aller à l'école...

## Fiche technique
- Production : Série française 26 × 26 min (Procidis)
- Réalisation : Philippe Leclerc
- Musique : Jean-Michel Kajdan
- Sound Design : Bell X-1, Gilbert Courtois, Olivier Lardy
- Bruiteur : Bertrand Boudaud
- Directeur d'écriture : Alain Serluppus

## Distribution
- Michel Elias : Léon, Sir Félix Tigris, le directeur du zoo, l'éléphant, le singe, le kangourou
- Emmanuel Fouquet : Alca le pingouin, le gardien du zoo
- Danièle Hazan : Miss Connoch le gnou, le vautour
- Nathalie Homs : Junior le lionceau
- Thierry Kazazian : Thalar l'ours polaire, Croqueur le crocodile
- Hélène Levesque : voix additionnelles

## Commentaires
Cette série est produite par les studios Procidis, Praxinos et M6. Son style graphique rappelle celui de La Panthère rose.

### Bande son
Le générique de la série est signé Jean-Michel Kajdan.